# ATP de Adelaide
O ATP de Adelaide – ou Adelaide International, atualmente – é um torneio de tênis profissional masculino, de nível ATP 250.
Realizado em Adelaide, no sul da Austrália, o torneio ocorreu em diversos períodos desde o início dos anos 1970, sendo o último mais lôngevo, de 1987 a 2008. Retornou em 2020, em substituição ao ATP de Sydney. Por causa pandemia de COVID-19 não ocorreu em 2021 e, entre 2022 e 2023, se dividiu em dois eventos. Os jogos são disputados em quadras duras durante o mês de janeiro.

## Finais

### Simples
| Ano                                                         | Campeão               | Vice-campeão          | Resultado       |
| ----------------------------------------------------------- | --------------------- | --------------------- | --------------- |
| 2025                                                        | Félix Auger-Aliassime | Sebastian Korda       | 6–3, 3–6, 6–1   |
| 2024                                                        | Jiří Lehečka          | Jack Draper           | 4–6, 6–4, 6–3   |
| 2023 (AI2)                                                  | Kwon Soon-woo         | Roberto Bautista Agut | 6–4, 3–6, 7–64  |
| 2023 (AI1)                                                  | Novak Djokovic        | Sebastian Korda       | 86–7, 7–63, 6–4 |
| 2022 (AI2)                                                  | Thanasi Kokkinakis    | Arthur Rinderknech    | 66–7, 7–65, 6–3 |
| 2022 (AI1)                                                  | Gaël Monfils          | Karen Khachanov       | 6–4, 6–4        |
| Torneio não realizado em 2021 devido à pandemia de COVID-19 |                       |                       |                 |
| 2020                                                        | Andrey Rublev         | Lloyd Harris          | 6–3, 6–0        |
| Torneio não realizado entre 2019 e 2009                     |                       |                       |                 |
| 2008                                                        | Michaël Llodra        | Jarkko Nieminen       | 6–3, 6–4        |
| 2007                                                        | Novak Djokovic        | Chris Guccione        | 6–3, 66–7, 6–4  |
| 2006                                                        | Florent Serra         | Xavier Malisse        | 6–3, 6–4        |
| 2005                                                        | Joachim Johansson     | Taylor Dent           | 7–5, 6–3        |
| 2004                                                        | Dominik Hrbaty        | Michael Llodra        | 6–4, 6–0        |
| 2003                                                        | Nikolay Davydenko     | Kristof Vliegen       | 6–2, 7–63       |
| 2002                                                        | Tim Henman            | Mark Philippoussis    | 6–4, 66–7, 6–3  |
| 2001                                                        | Tommy Haas            | Nicolas Massu         | 6–3, 6–1        |
| 2000                                                        | Lleyton Hewitt        | Thomas Enqvist        | 3–6, 6–3, 6–2   |
| 1999                                                        | Thomas Enqvist        | Lleyton Hewitt        | 4–6, 6–1, 6–2   |
| 1998                                                        | Lleyton Hewitt        | Jason Stoltenberg     | 3–6, 6–3, 7–64  |
| 1997                                                        | Todd Woodbridge       | Scott Draper          | 6–2, 6–1        |
| 1996                                                        | Yevgeny Kafelnikov    | Byron Black           | 7–60, 3–6, 6–1  |
| 1995                                                        | Jim Courier           | Arnaud Boetsch        | 6–2, 7–5        |
| 1994                                                        | Yevgeny Kafelnikov    | Alexander Volkov      | 6–4, 6–3        |
| 1993                                                        | Nicklas Kulti         | Christian Bergstrom   | 3–6, 7–5, 6–4   |
| 1992                                                        | Goran Ivanisevic      | Christian Bergstrom   | 1–6, 7–65, 6–4  |
| 1991                                                        | Nicklas Kulti         | Michael Stich         | 6–3, 1–6, 6–2   |
| 1990                                                        | Thomas Muster         | Jimmy Arias           | 3–6, 6–2, 7–5   |
| 1989                                                        | Mark Woodforde        | Patrik Kuhnen         | 7–5, 1–6, 7–5   |
| 1988                                                        | Mark Woodforde        | Wally Masur           | 6–2, 6–4        |
| 1987                                                        | Wally Masur           | Bill Scanlon          | 6–4, 7–6        |
| Torneio não realizado em 1986                               |                       |                       |                 |
| 1985                                                        | Eddie Edwards         | Peter Doohan          | 6–2, 6–4        |
| 1984                                                        | Peter Doohan          | Huub van Boeckel      | 1–6, 6–1, 6–4   |
| 1983                                                        | Mike Bauer            | Miloslav Mecir        | 3–6, 6–4, 6–1   |
| 1982                                                        | Mike Bauer            | Chris Johnstone       | 4–6, 7–6, 6–2   |
| 1981                                                        | Mark Edmondson        | Brad Drewett          | 7–5, 6–2        |
| Torneio não realizado em 1980                               |                       |                       |                 |
| 1979                                                        | Kim Warwick           | Bernard Mitton        | 7–5, 6–4        |
| Torneio não realizado em 1978                               |                       |                       |                 |
| 1977                                                        | Victor Amaya          | Brian Teacher         | 6–1, 6–4        |
| Torneio não realizado entre 1976 e 1975                     |                       |                       |                 |
| 1974                                                        | Dick Stockton         | Geoff Masters         | 6–2, 6–3, 6–2   |
| Torneio não realizado em 1973                               |                       |                       |                 |
| 1972                                                        | Alex Metreveli        | Kim Warwick           | 6–3, 6–3, 7–6   |

### Duplas
| Ano                                                         | Campeões                          | Vice-campeões                    | Resultado         |
| ----------------------------------------------------------- | --------------------------------- | -------------------------------- | ----------------- |
| 2025                                                        | Simone Bolelli Andrea Vavassori   | Kevin Krawietz Tim Pütz          | 4–6, 7–64, [11–9] |
| 2024                                                        | Rajeev Ram Joe Salisbury          | Rohan Bopanna Matthew Ebden      | 7–5, 5–7, [11–9]  |
| 2023 (AI2)                                                  | Marcelo Arévalo Jean-Julien Rojer | Ivan Dodig Austin Krajicek       | w.o.              |
| 2023 (AI1)                                                  | Lloyd Glasspool Harri Heliövaara  | Jamie Murray Michael Venus       | 6–3, 7–63         |
| 2022 (AI2)                                                  | John Peers Filip Polášek          | Simone Bolelli Fabio Fognini     | 7–5, 7–5          |
| 2022 (AI1)                                                  | Rohan Bopanna Ramkumar Ramanathan | Ivan Dodig Marcelo Melo          | 7–66, 6–1         |
| Torneio não realizado em 2021 devido à pandemia de COVID-19 |                                   |                                  |                   |
| 2020                                                        | Máximo González Fabrice Martin    | Ivan Dodig Filip Polášek         | 7–612, 6–3        |
| Torneio não realizado entre 2019 e 2009                     |                                   |                                  |                   |
| 2008                                                        | Martín García Marcelo Melo        | Chris Guccione Robert Smeets     | 6–3, 3–6, [10–7]  |
| 2007                                                        | Wesley Moodie Todd Perry          | Novak Djokovic Radek Stepanek    | 6–3, 4–6, [15–13] |
| 2006                                                        | Jonathan Erlich Andy Ram          | Paul Hanley Kevin Ullyett        | 7–64, 7–610       |
| 2005                                                        | Xavier Malisse Olivier Rochus     | Simon Aspelin Todd Perry         | 7–65, 6–4         |
| 2004                                                        | Bob Bryan Mike Bryan              | Arnaud Clément Michaël Llodra    | 7–5, 6–3          |
| 2003                                                        | Jeff Coetzee Chris Haggard        | Max Mirnyi Jeff Morrison         | 2–6, 6–4, 7–67    |
| 2002                                                        | Wayne Black Kevin Ullyett         | Bob Bryan Mike Bryan             | 7–5, 6–2          |
| 2001                                                        | David Macpherson Grant Stafford   | Wayne Arthurs Todd Woodbridge    | 56–7, 6–4, 6–4    |
| 2000                                                        | Mark Woodforde Todd Woodbridge    | Lleyton Hewitt Sandon Stolle     | 6–4, 6–2          |
| 1999                                                        | Gustavo Kuerten Nicolas Lapentti  | Jim Courier Patrick Galbraith    | 6–4, 6–4          |
| 1998                                                        | Joshua Eagle Andrew Florent       | Ellis Ferreira Rick Leach        | 6–4, 6–7, 6–3     |
| 1997                                                        | Patrick Rafter Bryan Shelton      | Todd Woodbridge Mark Woodforde   | 6–4, 1–6, 6–3     |
| 1996                                                        | Todd Woodbridge Mark Woodforde    | Jonas Bjorkman Tommy Ho          | 7–5, 7–6          |
| 1995                                                        | Jim Courier Patrick Rafter        | Byron Black Grant Connell        | 7–6, 6–4          |
| 1994                                                        | Mark Kratzmann Andrew Kratzmann   | David Adams Byron Black          | 6–4, 6–3          |
| 1993                                                        | Todd Woodbridge Mark Woodforde    | John Fitzgerald Laurie Warder    | 6–4, 7–5          |
| 1992                                                        | Goran Ivanisevic Marc Rosset      | Mark Kratzmann Jason Stoltenberg | 7–6, 7–6          |
| 1991                                                        | Wayne Ferreira Stefan Kruger      | Paul Haarhuis Mark Koevermans    | 6–4, 4–6, 6–4     |
| 1990                                                        | Andrew Castle Nduka Odizor        | Alexander Mronz Michiel Schapers | 7–6, 6–2          |
| 1989                                                        | Neil Broad Stefan Kruger          | Mark Kratzmann Glenn Layendecker | 6–2, 7–6          |
| 1988                                                        | Darren Cahill Mark Kratzmann      | Carl Limberger Mark Woodforde    | 4–6, 6–2, 7–5     |
| 1987                                                        | Ivan Lendl Bill Scanlon           | Peter Doohan Laurie Warder       | 6–7, 6–3, 6–4     |
| Torneio não realizado em 1986                               |                                   |                                  |                   |
| 1985                                                        | Mark Edmondson Kim Warwick        | Nelson Aerts Tomm Warneke        | 6–4, 6–4          |
| 1984                                                        | Broderick Dyke Wally Masur        | Peter Doohan Brian Levine        | 4–6, 7–5, 6–1     |
| 1983                                                        | Craig Miller Eric Sherbeck        | Broderick Dyke Rod Frawley       | 6–3, 4–6, 6–4     |
| 1982                                                        | Pat Cash Chris Johnstone          | Broderick Dyke Wayne Hampson     | 6–3, 6–7, 7–6     |
| 1981                                                        | Colin Dibley Chris Kachel         | Eddie Edwards Craig Edwards      | 6–3, 6–4          |
| Torneio não realizado em 1980                               |                                   |                                  |                   |
| 1979                                                        | Colin Dibley John James           | John Alexander Phil Dent         | 6–7, 7–6, 6–4     |
| Torneio não realizado em 1978                               |                                   |                                  |                   |
| 1977                                                        | Cliff Letcher Dick Stockton       | Syd Ball Kim Warwick             | 6–3, 6–4          |
| Torneio não realizado entre 1976 e 1975                     |                                   |                                  |                   |
| 1974                                                        | Grover Raz Reid Allan Stone       | Mike Estep Paul Kronk            | 7–6, 6–4          |
| Torneio não realizado em 1973                               |                                   |                                  |                   |
| Torneio de duplas não realizado em 1972                     |                                   |                                  |                   |